# Кокшатт, Уильям Фостер
Уи́льям Фо́стер Кокшатт (англ. William Foster Cockshutt; 17 октября 1855 года, Брантфорд — 22 ноября 1939 года, ?) — канадский предприниматель и политик. Член Палаты общин Канады от избирательного округа Брантфорд (1904—1908, 1911—1921).

## Биография
Уильям Кокшатт родился 17 октября 1855 года в городе Брантфорд, в то время входившем в состав территории Канада Запад, западной части провинции Канада; ныне он находится в провинции Онтарио. Его родителями были предприниматель и филантроп Игнатиус Кокшатт и его жена Элизабет Фостер. Кроме Уильяма (среднего из детей) в семье Игнатиуса было ещё два сына — старший, Джеймс и младший, Генри. Впоследствии все братья Кокшатты стали предпринимателями, а Генри в 1921—1927 годах занимал пост лейтенант-губернатора Онтарио.
Кокшатт получил образование в Брантфорде и в Институтском колледже Галт. Затем он работал в Англии (сначала на промышленной фирме, затем на чайном складе), после чего вернулся в Онтарио. По возвращении Уильям Кокшатт стал партнёром своего брата Джеймса, который вместе с отцом основал фирму по производству тракторов Cockshutt Plow Company. Был членом Гидроэлектрической энергетической комиссии Онтарио. В 1885 году, после смерти Джеймса от туберкулёза, занял пост президента Cockshutt Plow Company, занимал его до 1888 года, после чего был назначен председателем местного Совета по торговле.
На выборах 1887 года пытался баллотироваться в Палату общин от избирательного округа Брант Юг как кандидат от Консервативной партии, однако проиграл выборы кандидату от либералов Уильяму Патерсону.
В 1891 году Кокшатт женился на Минни Тёрнер Эштон (англ. Minnie Turner Ashton).
На выборах 1904 года был впервые избран в Палату общин Канады от новообразованного избирательного округа Брантфорд как консервативный кандидат. Вскоре после избрания предложил построить в Брантфорде памятник в честь изобретателя телефона Александра Белла. Строительство Мемориала Белла началось в 1906 году и окончилось в 1917 году.
На выборах 1908 года потерпел поражение, проиграв либералу Ллойду Харрису. В 1911 году взял реванш над Харрисом, в 1917 году переизбран как кандидат от Юнионистской партии. На выборах 1921 года проиграл либералу Уильяму Гоутрессу Раймонду, после чего завершил политическую карьеру.
Был почётным полковником 125-го батальона Канадских экспедиционных сил во время Первой мировой войны.